# Tunel Strahovski
Tunel Strahovski (czeski: Strahovský tunel) – tunel drogowy o długości 2004 m w Pradze. Była to pierwsza i najdłuższa tego typu budowla w Czechach.
Tunel wiedzie ze Smíchova pod Břevnovem (pod Stadionem Strahov) do granicy Břevnova ze Střešovicami. Jest to ważna część Městského okruhu. Wewnątrz, składa się z dwóch rur, każda ma 2 pasy ruchu o szerokości 3,5 metra. Budowa rozpoczęła się w 1985 roku (tłoczenie rozpoznawczej galerii od 1979 roku). Tunel został ukończony w 1997 roku, został otwarty w listopadzie tego samego roku.